# Onthophagus rectefurcatus
Onthophagus rectefurcatus là một loài bọ cánh cứng trong họ Bọ hung (Scarabaeidae).